# راؤول أغيليرا
راؤول أغيليرا (بالإنجليزية: Raul Aguilera)‏ هو لاعب كرة قدم أمريكي في مركز الوسط، ولد في 2 أغسطس 1999 في سانفورد في الولايات المتحدة. لعب مع North Carolina Tar Heels men's soccer ‏.

## وصلات خارجية
- راؤول أغيليرا على موقع الدوري الأمريكي (الإنجليزية)
- راؤول أغيليرا على موقع قاعدة بيانات كرة القدم.إي يو (الإنجليزية)
- راؤول أغيليرا على موقع Soccerway.com (الإنجليزية)